# Drupa (chi ốc biển)
Drupa là một chi ốc biển, là động vật thân mềm chân bụng sống ở biển thuộc họ Muricidae, họ ốc gai.

## Các loài
Các loài thuộc chi Drupa bao gồm:
Subgenus Drupa (Drupa) Röding, 1798
- Drupa denticulata Houart & Vilvens, 1997[2]
- Drupa elegans (Broderip & Sowerby, 1829)[3]
- Drupa morum Röding, 1798[4]
- Drupa ricinus (Linnaeus, 1758)[5]

Subgenus Drupa (Drupina) Dall, 1923
- Drupa grossularia Röding, 1798[6]
- Drupa lobata (Blainville, 1832)[7]

Subgenus Drupa (Ricinella) Schumacher, 1817
- Drupa clathrata (Lamarck, 1816)[8]
- Drupa miticula Lamarck, 1822[9]
- Drupa rubusidaeus Röding, 1798[10]
- Drupa speciosa (Dunker, 1867)[11]

Các loài được đưa vào đồng nghĩa
- Drupa anaxeres Duclos in Kiener, 1836[12]: đồng nghĩa của Morula (Morula) anaxares (Kiener, 1835)
- Drupa aspera Lamarck[13]: đồng nghĩa của Morula (Morula) aspera (Lamarck, 1816)
- Drupa biconica de Blainville[14]: đồng nghĩa của Morula (Habromorula) biconica (Blainville, 1832)
- Drupa cancellata Quoy & Gaimard[15]: đồng nghĩa của Muricodrupa fenestrata (Blainville, 1832)
- Drupa chrysostoma Deshayes[16]: đồng nghĩa của Semiricinula chrysostoma (Deshayes, 1844)
- Drupa concatenata Lamarck[17]: đồng nghĩa của Drupella rugosa (Born, 1778)
- Drupa decussata Reeve[18]: đồng nghĩa của Muricodrupa fiscella (Gmelin, 1791)
- Drupa digitata Lamarck[19]: đồng nghĩa của Drupa (Drupina) grossularia Röding, 1798
- Drupa elata Blainville[20]: đồng nghĩa của Drupella cornus (Röding, 1798)
- Drupa fiscella (Chemnitz, 1788)[21]: đồng nghĩa của Muricodrupa fiscella (Gmelin, 1791)
- Drupa fusconigra Dunker[22]: đồng nghĩa của Semiricinula squamosa (Pease, 1868)
- Drupa granulata (Duclos, 1832)[23]: đồng nghĩa của Morula (Morula) granulata (Duclos, 1832)
- Drupa horrida Lamarck[24]: đồng nghĩa của Drupa (Drupa) morum morum Röding, 1798
- Drupa margariticola Broderip[25]: đồng nghĩa của Ergalatax margariticola (Broderip, in Broderip & Sowerby, 1833)
- Drupa marginatra (Blainville)[26]: đồng nghĩa của Semiricinula marginatra (Blainville, 1832)
- Drupa mutica Lamarck[27]: đồng nghĩa của Morula (Azumamorula) mutica (Lamarck, 1816)
- Drupa ochrostoma (de Blainville, 1832)[28]: đồng nghĩa của Pascula ochrostoma (Blainville, 1832)
- Drupa reticulata [29]: đồng nghĩa của Phycothais reticulata (Quoy & Gaimard, 1833)
- Drupa spathulifera Blainville[30]: đồng nghĩa của Drupa (Ricinella) rubusidaeus Röding, 1798
- Drupa spectrum Reeve[31]: đồng nghĩa của Drupella cornus (Röding, 1798)
- Drupa spinosa Adams, 1853[32]: đồng nghĩa của Morula (Habromorula) spinosa (H. Adams & A. Adams, 1853)
- Drupa tuberculata (de Blainville, 1832)[33]: đồng nghĩa của Morula (Morula) granulata (Duclos, 1832)
- Drupa undata (Chemnitz, 1795)[34]: đồng nghĩa của Ergalatax margariticola (Broderip, in Broderip & Sowerby, 1833)
- Drupa violacea Schumacher[35]: đồng nghĩa của Drupa (Drupa) morum morum Röding, 1798